# Ли, Ольга Сергеевна
О́льга Серге́евна Ли́ (род. 22 июля 1986, Абай, Карагандинская область, КазССР, СССР) — депутат Курской областной думы (2011—2016), главный редактор курской газеты «Народный журналист». В 2016 году — кандидат в депутаты Государственной Думы от партии «Яблоко».
В 2016 году Ли получила известность благодаря своему публичному обращению к Владимиру Путину. В нём политик негативно характеризовала внешнюю и внутреннюю политику президента, приведшую, по мнению Ли, к краху финансовой системы России и подавлению прав граждан.

## Биография
Родилась в 1986 году в казахстанском Абае. В начале 1990-х с семьёй переехала в Курск.
В 2003 году поступила на экономический факультет Юго-Западного государственного университета, училась на заочном отделении. Работала журналистом в «Международном журнале „Саша“».
При поддержке курского предпринимателя Константина Березина основала газету «Народный журналист» для публикации «обращений, жалоб и радостей». Также газета публиковала компромат.
В 2011 году избрана депутатом Курской областной думы по списку КПРФ (без вступления в партию).
В 2012 году инициировала сбор подписей за отставку действующего губернатора Курской области Александра Михайлова.
На выборах в Государственную думу VII созыва Ольга Ли возглавила региональные списки партии «Яблоко» в Курской и Белгородской областях, а также была выдвинута кандидатом по Курскому одномандатному округу № 109. По итогам выборов Ли заняла 4 место с 10,15 % голосов избирателей, уступив кандидатам от «Единой России», КПРФ и ЛДПР, но обойдя представителя «Справедливой России», действующего депутата Государственной думы Александра Четверикова.

## Видеообращение к Путину и уголовные дела
2 марта 2016 года Ольга Ли опубликовала на Youtube видеообращение к Владимиру Путину, в котором резко раскритиковала проводимую им внешнюю и внутреннюю политику. После этого против неё возбудили два уголовных дела — по обвинениям в клевете и экстремизме, а курские депутаты сочли её виновной в «посягательстве на конституционный строй».
В октябре 2016 года уголовное дело против Ольги Ли в части обвинения её в экстремизме было прекращено за отсутствием состава преступления (обвинение в клевете осталось). В ноябре того же года было возвращено в прокуратуру уголовное дело по обвинению Ольги Ли в клевете в отношении судьи, возбужденное в марте 2016 года. 26 июня 2017 года Ольга Ли была осуждена за клевету в отношении судьи Людмилы Шуровой и ей присуждён штраф в размере 90 тыс. рублей.
В начале марта 2019 года учредитель газеты «Народный журналист» Константин Березин сообщил, что Ольга Ли была вынуждена уйти из газеты и из политики, так как неоднократно получала угрозы не только в свой адрес, но и в адрес её малолетних детей, со стороны ряда представителей государственных силовых структур. Ввиду того, что Ольга уже неоднократно столкнулась с реальным проявлением ряда подобных угроз ранее, эти очередные угрозы она восприняла более чем серьёзно и была вынуждена принять такое решение.